# Marcel Lods
Marcel Lods, född 1891, död 1978, var en fransk stadsplanerare och arkitekt. Hans mest kända verk är: Cité de la Muette i Drancy.
Han samarbetade med arkitekt Eugène Beaudouin.
På 30-talet var han initiativtagare (tillsammans med Eugène Beaudouin) hölje av prefabricerade.